# Скалгольт

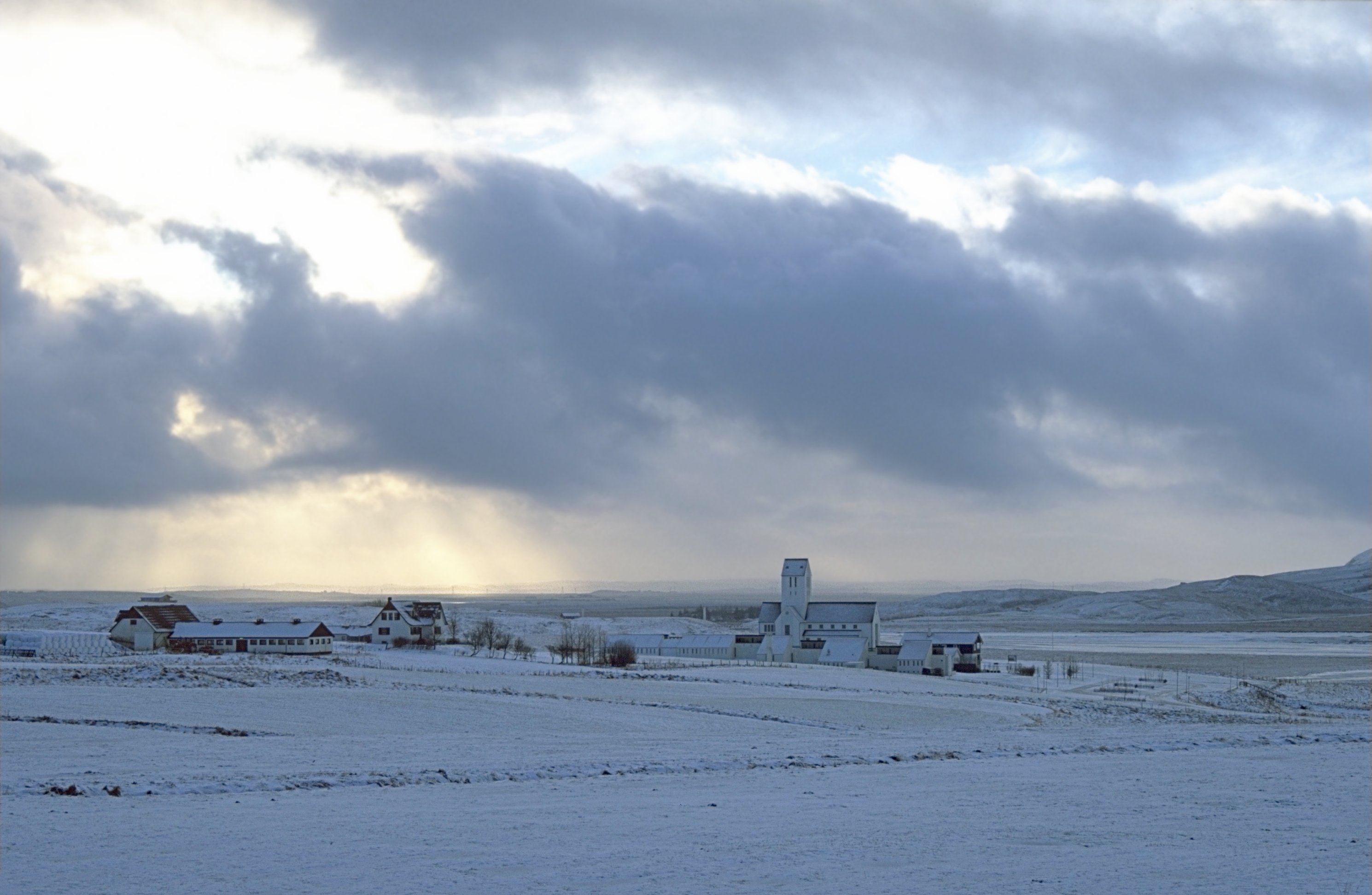
Скалгольт взимку

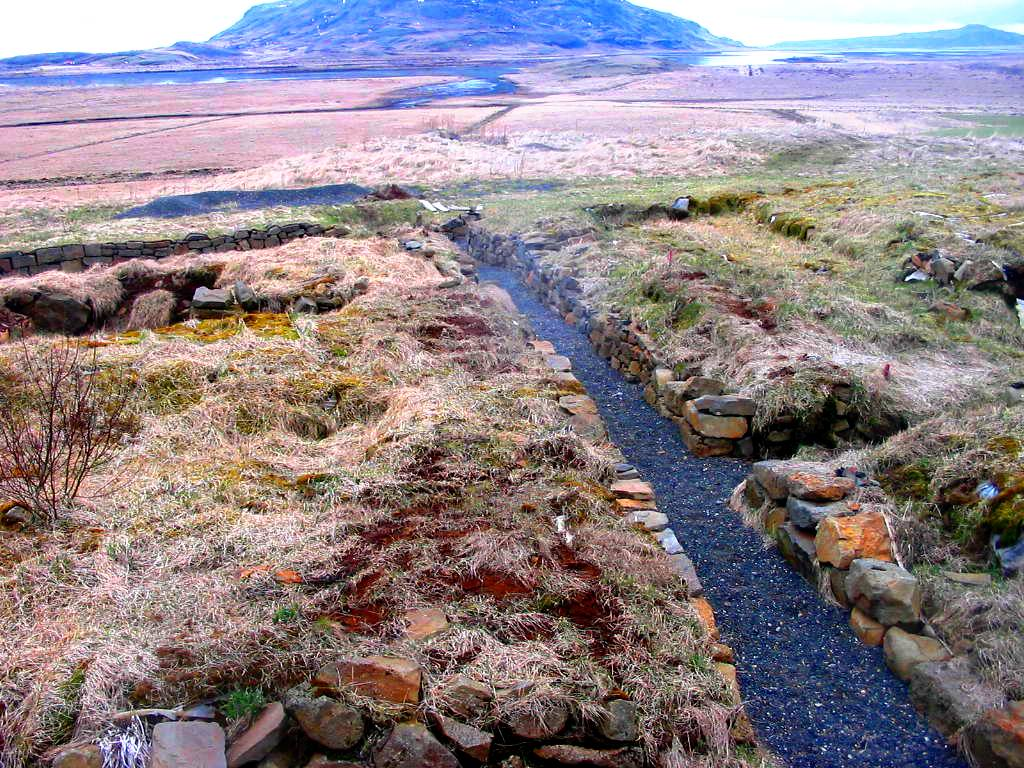
Археологічні розкопки в Скалгольті

Ска́лгольт — в минулому важливий релігійний центр на півдні Ісландії, центр однойменної єпархії (біскопства), місце де проживали та діяли ісландські єпископи протягом 1056–1801 років.
Протягом століть Скалгольт був головним культурним, політичним та освітнім центром Ісландії. Розташований в геотермальній зоні, у зручній позиції в Біскупстунґур з просторим видом на оточуючі сільські місцевості. Усього, 44 єпископи служили в Скалгольті протягом майже 700 років. 31 католицький єпископ до Реформації в 1550 році та 13 лютеранських єпископів після цього.
У 1796 році єпископство було перенесено до Рейк'явіка, але у 1801 році Скалгольт та північна єпархія в Гоулярі злилися і сформували теперішнє єдине єпископство з основою в Рейк'явіку.
Серед важливих історичних подій, що мали місце в Скалгольті було вбивство останнього католицького єпископа Ісландії Йона Арасона (народився у 1484 році) та двох його синів у 1550 році.
Сучасний лютеранський кафедральний собор було освячено в 1963 році, але відвідувачі можуть все ще бачити набагато старші руїни, включаючи тунель, що сполучав храм з будинками та школою поблизу, а також саркофаг єпископа Патля Йонссона, котрий помер у 1211 році.